# Orlando International Airport

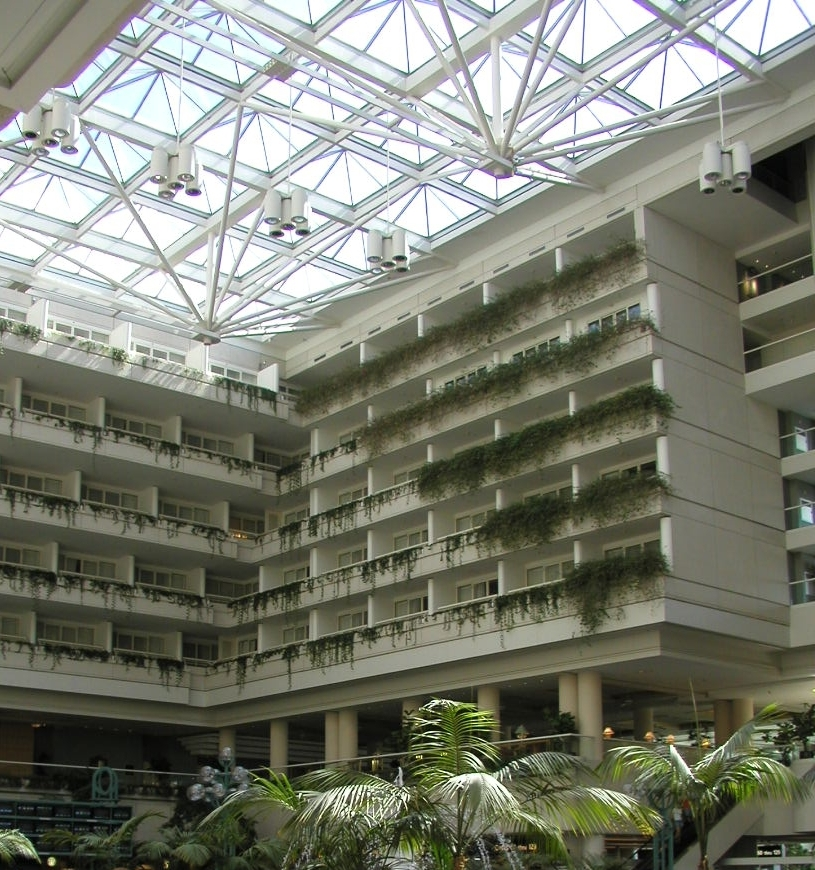
Het hotel in het vliegveld

Orlando International Airport is een vliegveld in Florida. Het ligt 9,7 kilometer ten zuidoosten van Orlando. De IATA code is MCO. Het is een van de drukste vliegvelden van Florida vanwege de toeristische bestemmingen zoals Walt Disney World Resort, maar ook door het groeiend aantal inwoners en bedrijven in de omgeving van Orlando. In 2022 werd het vliegveld door meer dan 50 miljoen passagiers gebruikt. 
Het is een zogenaamde focus-stad voor Frontier Airlines en heeft een operationele basis van Avelo Airlines, JetBlue, Southwest Airlines en Spirit Airlines. Het vliegveld was tot 2007 een hub voor Delta en Delta Connection. Southwest Airlines is er marktleider en vervoerde in 2022 bijna een kwart van alle passagiers, op enige afstand gevolgd door Spirit Airlines (16%), Delta Air Lines (14%), Frontier Airlines (13%) en American Airlines (12%). De andere Amerikaanse en buitenlandse maatschappijen bedienen de resterende 20% van de passagiers.

## Geschiedenis
Voor 1974 was het land van het vliegveld in handen van de United States Air Force die er een vliegbasis hadden, McCoy Air Force Base. De civiele luchtvaart gebruikte het vliegveld onder de naam Orlando Jetport. Commerciële diensten van Jetport startten in 1962 toen de vluchten naar en van het oude vliegveld van Orlando (Herndon Airport) werden verplaatst naar Jetport. Het vliegveld kreeg zijn huidige naam in 1976.
In 1978 werden er 5 miljoen passagiers afgehandeld. In 2000 is het aantal gegroeid naar 30 miljoen per jaar, in 2019, en terug na de coronapandemie in 2022 werden 50 miljoen passagiers per jaar afgehandeld.

## Beschrijving
De oppervlakte van de luchthaven bedraagt 60 km². Het is daarmee de op drie na grootste luchthaven in de Verenigde Staten (na Denver International Airport en Dallas/Fort Worth International Airport).

## Bereikbaarheid

### Orlando International Airport Intermodal Terminal
Deze Intermodal Terminal is geopend in 2017 en omvat het treinstation van de luchthaven en een autoparkeergebouw met 2.400 plaatsen.
Het is verbonden met de hoofdterminal van de luchthaven door een van de vijf lijnen van de people mover, automatische treintjes die op banden rijden.

#### Brightline Orlando Station
Het treinstation van de luchthaven kent sinds september 2023 treinverkeer. De luchthaven wordt bediend door de Brighline intercitytrein die de verbinding maakt met de oostkust (West Palm Beach, Fort Lauderdale en Miami).